# Ainuski jezici
Ainuski jezici mala su jezična porodica, često smatrana izoliranom, kojom su kroz povijest govorili Ainui, narod nastanjen na sjeveru Japana, okolnim otocima i (prethodno) Kamčatki.
Glavne se inačice ainuskoga jezika ponegdje smatraju skupinom bliskih jezika, a ponegdje razvijenim dijalektima jednog izoliranog jezika. Jedini preživjeli ainuski jezik je Hokkaido-ainuski, koji UNESCO vodi kao kritično ugroženi jezik. Sahalinski ainuski i kurilski ainuski danas su izumrli jezici. Toponimski dokazi ukazuju na to da se ainuskim jezicima nekoć govorilo na sjeveru Honshua te da je većina povijesnog govornog područja jezika nastala relativno nedavnom selidbom prema sjeveru. Ne postoje dokazane genealoške veze između ainuskih i bilokojeg drugog jezika, unatoč mnogim pokušajima povezivanja.

## Inačice
Priznanje više inačica ainuskih jezika diljem sjevernog Japana i obližnjih otoka raznoliko je u struci. Shibatani i Piłsudski spominju »ainuske jezike« pri uspoređivanju inačica iz Hokkaida i Sahalina. Naspram toga, Vovin spominje samo »dijalekte« Refsing tvrdi da ainuski jezici s Hokkaida i Sahalina nisu bili međusobno razumljivi. Hattori je proučila inačice ainuskoga iz 19 regija Hokkaida i Sahalina te zaključila da se najveće razlike pronalaze upravo između tih dvaju otoka.

### Hokkaido-ainuski
Hokkaido-ainuski jezik razlomljen je na nekoliko dijalekata sa znatnim različitostima. Ti su dijalekti podijeljeni po regijama: dijalekt Oshime, »klasični« ainuski (središnji Hokkaido; Sapporo i južna obala, uklj. Iburi i Hidaku), dijalekt Samanija (jugoistočni rt Hidake, najsličniji sjevernoistočnome dijalektu), sjeveroistočni dijalekt (prema govornicima iz Obihira, Kushira i Bihoroa), središnji sjeverni dijalekt (Kamikawa) i dijalekt Sōye (sjeverozapadni rt otoka), koji je na Hokkaidu bio najbliži sahalinskom ainuskom. Većina tekstova i gramatičkih opisa ainuskih jezika bave se središnjim dijalektom Hokkaida, »klasičnim« ainuskim.

### Kurilski ainuski
Malo je poznato o kurilskom ainuskom jeziku, no vjeruje se da se razlikovao od sahalinskog i hokkaido-ainuskog.

### Sahalinski ainuski
Kod sahalinskog ainuskog, istočni obalni dijalekt iz naselja Tarajke (blizu današnjeg Poronajska) podosta se razlikovao od ainuskih dijalekata u drugim naseljima. Dijalekt Rajčiške, na zapadnoj obali (blizu današnjeg Uglegorska), najbolje je zabilježen te su o njemu napisani zasebni gramatički opisi. Take Asai, poslijednji govornik sahalinskog ainuskog, preminuo je 1994. godine. Dijalekti sahalinskog ainuskog razlikovali su duge od kratkih samoglasnika te imali finalni fonem -h, koji se izgovarao [x].
Malena količina informacija prikupljena o jeziku u kasnom 19. i ranom 20. stoljeću da naslutiti kako je na sjeveru Sahalina postojala velika jezična raznolikost ainuskoga, no ti govori nisu bili dio Hattorijina istraživanja.

## Klasifikacija
Vovin (1993) podijelio je »dijalekte« ainuskoga ovako:
- Praainuski
  - Prahokkaido-kurilski
    - dijalekti Hokkaida
    - kurilski dijalekti

  - Prasahalinski
    - sahalinski dijalekti

## Prajezik
Ainuski prajezik rekonstruirao je Aleksandar Vovin dva puta:
|             | usnenici | zubnici/ desnici | jedrenici | jedreno-glotalni |
| ----------- | -------- | ---------------- | --------- | ---------------- |
| nosnici     | *m       | *n               |           |                  |
| prekidnici  | *p       | *t               | *k        |                  |
| kontinuanti | *w       | *ð               | *ɣ        | *h               |
| piskavci    |          | *s               |           |                  |
| roti        |          | *r               |           |                  |

|             |          | Bilabial | Dental/ Alveolar | Dorsal | Glottal |
| ----------- | -------- | -------- | ---------------- | ------ | ------- |
| nosnici     | nosnici  | *m       | *n               |        |         |
| prekidnici  | bezvučni | *p       | *t               | *k     | (*q)    |
| prekidnici  | zvučni   |          | *d               | *g     |         |
| tjesnačnici | bezvučni |          | *s               |        | *h      |
| tjesnačnici | zvučni   | (*H)     | (*H)             | (*H)   | (*H)    |
| sonanti     | sonanti  |          | *ɾ               | *j     |         |

Druga rekonstrukcija pretpostavlja da su svi zvučni prekidnici osim [b] predstavljali različite foneme te rabi grafem ⟨*q⟩ za glotalni prekidnik. Vovin također uz zadršku predlaže da je, osim *s i *h, mogao postojati i treći, zvučni tjesnačnik nepoznatog mjesta tvorbe. Vovin taj treći tjesnačnik predstavlja grafemom ⟨*H⟩.
Rekonstruirano je osam prednjih i stražnjih samoglasnika, a tri su središnja samoglasnika upitna.
|                  | prednji | prednji | središnji | stražnji |
| ---------------- | ------- | ------- | --------- | -------- |
| zatvoreni        | *i      | (*ü)    | (*ï)      | *u       |
| srednjezatvoreni | *e      |         | (*ë)      | *o       |
| srednjeotvoreni  | *E      |         |           | *O       |
| otvoreni         | *a      |         |           | *A       |

Rekonstruiranski praainuski brojevi od 1 do 10 i njihovi refleksi kod jezika potomaka jesu:
| broj | praainuski      | Hokkaido-ainuski | sahalinski ainuski | kurilski ainuski |
| ---- | --------------- | ---------------- | ------------------ | ---------------- |
| 1    | *sì=nÉ=         | sinep            | sinep              | shinep           |
| 2    | *tuu=           | tup              | tup                | tup              |
| 3    | *dE=            | re               | rep                | nep              |
| 4    | *íì=nÈ=         | inep             | inep               | inep             |
| 5    | *áskì           | asiknep          | asik               | ashinep          |
| 6    | *ii=hdan=       | iwan             | iwan               | oshwamp          |
| 7    | *a=d[E]=hdan=   | arwan            | arwam              | arawamp          |
| 8    | *tu=pE=hdan=    | tupesanpe        | tubis              | tumisampe        |
| 9    | *si=nE=pE=hdan= | sinepesanpe      | sinspis            | shinimesampe     |
| 10   | *hdán=          | wan              | uupis              | oampe            |

## Jezične poveznice
Ne postoje dokazane genealoške veze između ainuskih i drugih jezičnih porodica, unatoč mnogim pokušajima. Prema tome, ainuska se porodica smatra izoliranom. Ponekad se ipak pridružuje paleosibirskim jezicima, no taj je termin tek geografski krovni pojam za nekoliko nesrodnih jezičnih porodica koje su bile prisutne u istočnome Sibiru prije dolaska turkijskih i tunguskih jezika na to područje.
Istraživanje koje su na Sveučilištu Waseda proveli Lee i Hasegawa pronašlo je dokaze da su ainuski jezici i njihovi rani govornici potekli iz sjeveroistočnoazijskog ohotskog naroda, koji se uspostavio na sjeveru Hokkaidoa i proširio na velike površine Honshua i Kurilskog otočja.
Ainuski jezici dijele znatnu količinu vokabulara (osobito imena riba) s drugim sjeveroistočnoazijskim jezicima poput nivškog jezika, tunguskih, mongolskih i čukotsko-kamčadalskih jezika. Iako lingvistička obilježja naznačuju da su te riječi potekle iz ainuskih jezika samih, pitanje njihovog širenja i ulaska u druge jezike do danas nije odgovoreno.

### Altajski jezici
John C. Street (1962) predložio je teoriju prema kojoj bi ainuski, korejski i japanski jezici pripadali jednoj, a turkijski, mongolski i tunguski jezici drugoj jezičnoj porodici, koje su zatim međusobno povezane u zajedničku »sjevernoazijsku« porodicu. Streetova grupacija bila je nastavak na hipotezu altajskih jezika, koja je u to doba predložena kao poveznica turkijskih, mongolskih i tunguskih jezika, ponekad uključivši i korejske. Altajska hipoteza danas uključuje korejske i japanske jezike, no ne i ainuske. Iz pogleda usredotočenijeg na ainuske jezike, James Patrie prisvojio je istu grupaciju: ainuski-korejski-japanski jezici i turkijski-mongolski-tunguski jezici, s te dvije skupine združene u zajedničku porodicu, upravo poput Streetove »sjevernoazijske«.
Joseph Greenberg je, slično tomu, ainuske jezike grupirao zajedno s korejskima i japanskima. Smatrao je da »korejsko-japansko-ainuski« jezici tvore granu njegove predložene »euroazijske porodice«. Greenberg, međutim, nije smatrao da je ta skupina blisko povezana s turkijsko-mongolsko-tunguskom skupinom u toj porodici.
Altajska hipoteza danas je većinski odbačena u stručnim krugovima.

### Austroazijski jezici
Shafer je predložio daleku vezu ainuskih i austroazijskih jezika, koji uključuju mnoge autohtone jezike Jugoistočne Azije. Vovin je također svoju rekonstrukciju praainuskog predstavio kao povezanu s austroazijskim jezicima na temelju pretpostavljenih glasovnih promjena i kognata. Godine 1993., Vovin je tu tezu ipak i dalje smatrao nesigurnom.

### Kontakt s nivškim
Čini se da su Ainui imali učestali kontakt s Nivsima tijekom povijesti. Nije poznato u kojoj je mjeri to utjecalo na njihove jezike. Jezikoslovci smatraju da je vokabular koji su ainuski i nivški jezici dijelili posljedica posuđivanja.

### Kontakt s japanskim
Ainui su stupali u ekstenzivan kontakt s Japancima u 14. stoljeću. Analitičke gramatičke konstrukcije koje su dospjele u ainuske jezike vjerojatno su došle iz japanskoga. Veli broj japanskih posuđenica došle su u ainuske jezike, dok su primjeri suprotnoga znatno rjeđi. Prema P. Elmeru, ainuski jezici spadaju pod kontaktne jezike, što znači da odražavaju velike utjecaje japanskih jezika tijekom svoje povijesti – sve od ranog i intenzivnog kontakta u, kako se pretpostavlja, Tōhokuu – pri čemu su ainuski jezici preuzeli veliku količinu vokabulara i tipoloških obilježja od ranih japanskih jezika.

### Drugi prijedlozi
Malen broj jezikoslovaca predložio je povezanost ainuskih i indoeuropskih jezika na temelju rasnih teorija o porijeklu Ainua. Ta je teorija bila popularna sve do 1960-ih godina, kada ju je struka pretežno odbacila, fokusirajući se na lokalnije jezične porodice.
Yuri Tambvotsev predložio je da su ainuski jezici tipološki najsličniji autohtonim američkim jezicima, no ističe da je daljnje istraživanje potrebno da bi se ustvrdila genealoška poveznica između tih dvaju skupina.

## Raširenost
Sve do 20. stoljeća, ainuskim se jezicima govorilo diljem juga Sahalina i u nekolicini mjesta na Kurilskim otocima. Do danas je opstala samo inačica s Hokkaida; zadnji je govornik sahalinskog ainuskog preminuo 1994. godine.
Neki jezikoslovci naglašuju da je ainuski jezik bio važna lingua franca na Sahalinu. Asahi (2005) ustvrdila je da je status ainuskog na tom otoku bio nadasve visok te da su ga koristili čak i rani ruski i japanski službenici ne samo za komunikaciju s autohtonim stanovništvom, već i međusobno.

### Japan
Postoji teorija da je ainuski bio jezik autohtonih Emišija na sjeveru Honshua. Glavni dokazi za tu tezu nazivi su mjesta u regiji, koji se čine izvorno ainuskima. Primjerice, sufiks -betsu prisutan u mnogim toponimima sjevernoga Japana dokazano je potekao od Hokkaido-ainuske riječi pet ('rijeka'), a vjeruje se da je isti slučaj i sa sufiksom -be u Honshuu i Chubuu, poput rijeka Kurobe i Oyabe u prefekturi Toyama. Drugi toponimi u Kantou i Chubuu, poput planine Ashigare, bivše provincije Musashi, hrama Keta i poluotoka Noto, ne mogu se razjasniti koristeći japanski jezik, ali mogu koristeći ainuski. Tradicionalni lovci matagi iz planinskih šuma Tohokua zadržali su ainuski vokabular za lov. Ipak, Elmer je predložio neke japanske etimologije koje su, navodno, rano posuđene u ainuski, a zatim nestale iz japanskih dijalekata.
Smjer utjecaja i migracije predmet je rasprave. Predloženo je da su bar neke skupine iz razdoblja Jomon govorile praainuskim jezikom i zamijenile ohotsku kulturu (pretke današnjih Nivha) diljem Hokkaida uslijed japanske ekspanzije na sjever Honshua. Međutim, neki smatraju da su Ainui sami bili dijelom ohotske kulture te da su kao takvi migrirali južno, na Honshu, te sjeverno, na Kamčatku. Neke teorije predlažu i da su Emiši govorili japanskim jezikom koji je bio blizak starom dijalektu Izumoa, a ne jezikom srodnim ainuskome. Dokazi tomu starojapanske su posuđenice u ainuskim jezicima koje uključuju osnovni vokabular, kao i specifične japonske pojmove i toponime iz Tohokua i Hokkaida povezivane s dijalektom Izumoa.